# Hôtel de France et d'Angleterre (Fontainebleau)
Pour les articles homonymes, voir Hôtel de France et d'Angleterre et Hôtel de Guise (homonymie).
L'hôtel de France et d'Angleterre, anciennement de Guise ou du Maine, est un édifice à Fontainebleau, en France. D'abord hôtel particulier, puis hôtel, il est de nos jours une résidence privée.
Le bâtiment est partiellement inscrit monument historique, depuis le 26 novembre 1928. Cette inscription s'applique aux façades et aux toitures de l'hôtel ainsi qu'à ceux de son annexe.

## Situation et accès
L'édifice est situé au no 43 du boulevard Magenta, au no 1 de la rue Royale et sur la place du Général-de-Gaulle, dans le centre-ville de Fontainebleau, elle-même au sud-ouest du département de Seine-et-Marne.

## Historique

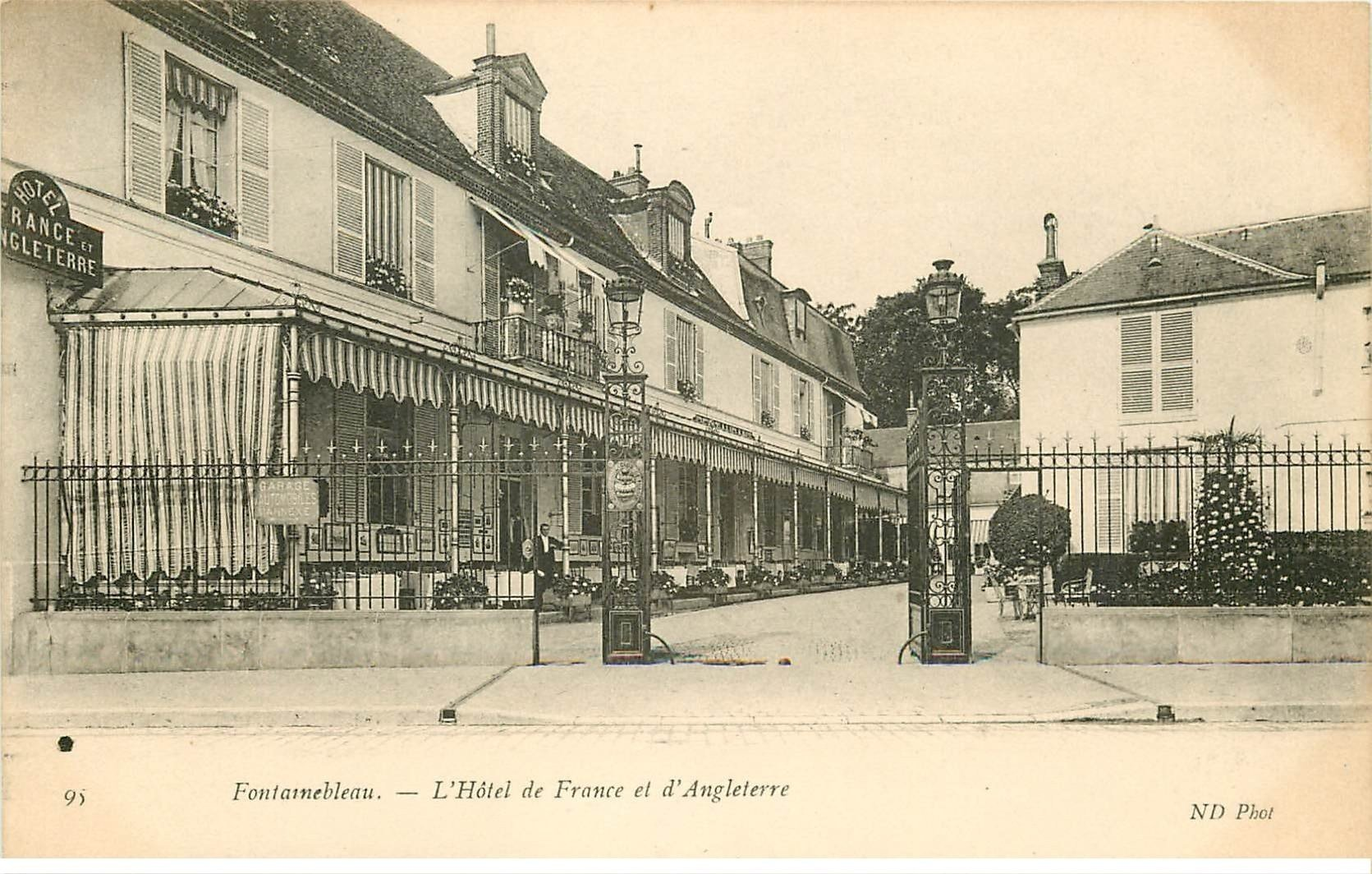
L'hôtel au tournant du XXe siècle

Cette propriété, située en face des grilles du château, est d'abord l'hôtel de Guise, puis l'hôtel du Contrôle des Bâtiments et devient sous la Restauration le collège communal. En 1830, elle est convertie en établissement d'hôtellerie sous le nom d'« hôtel de France et d'Angleterre ».
Grâce à des lithographiques anciennes, il est possible d'affirmer qu'autrefois, se dressaient dans le jardin une fontaine, des statues, des bosquets et des corbeilles de fleurs.